# Villa Nero
Villa Nero is een Romeinse villa in Olympia. De villa is gebouwd tussen 65 en 67 na Chr. voor het bezoek van de Romeinse keizer Nero aan de Olympische Spelen van 67 na Chr. De villa ligt in het zuidoosten van Olympia, op de plek waar daarvoor het heiligdom van Hestia stond. In de derde eeuw zijn er nog enkele aanpassingen gedaan aan het huis. Bij archeologische opgravingen is op de plek waar het huis stond een waterpijp gevonden met de inscriptie “NER. AVG.”, wat staat voor “Nero Augustus”.
In de zuidelijke vleugel van het huis bevond zich een badplaats. Een van de best bewaard gebleven delen van het huis is het tepidarium, de centrale warme kamer van de baden, hierin ligt een mozaïekvloer die het zeeleven laat zien. De kamer is gebouwd in de vorm van een achthoek. Ten westen van het gebouw stond Nero's triomfboog.